# Unterholznerburg

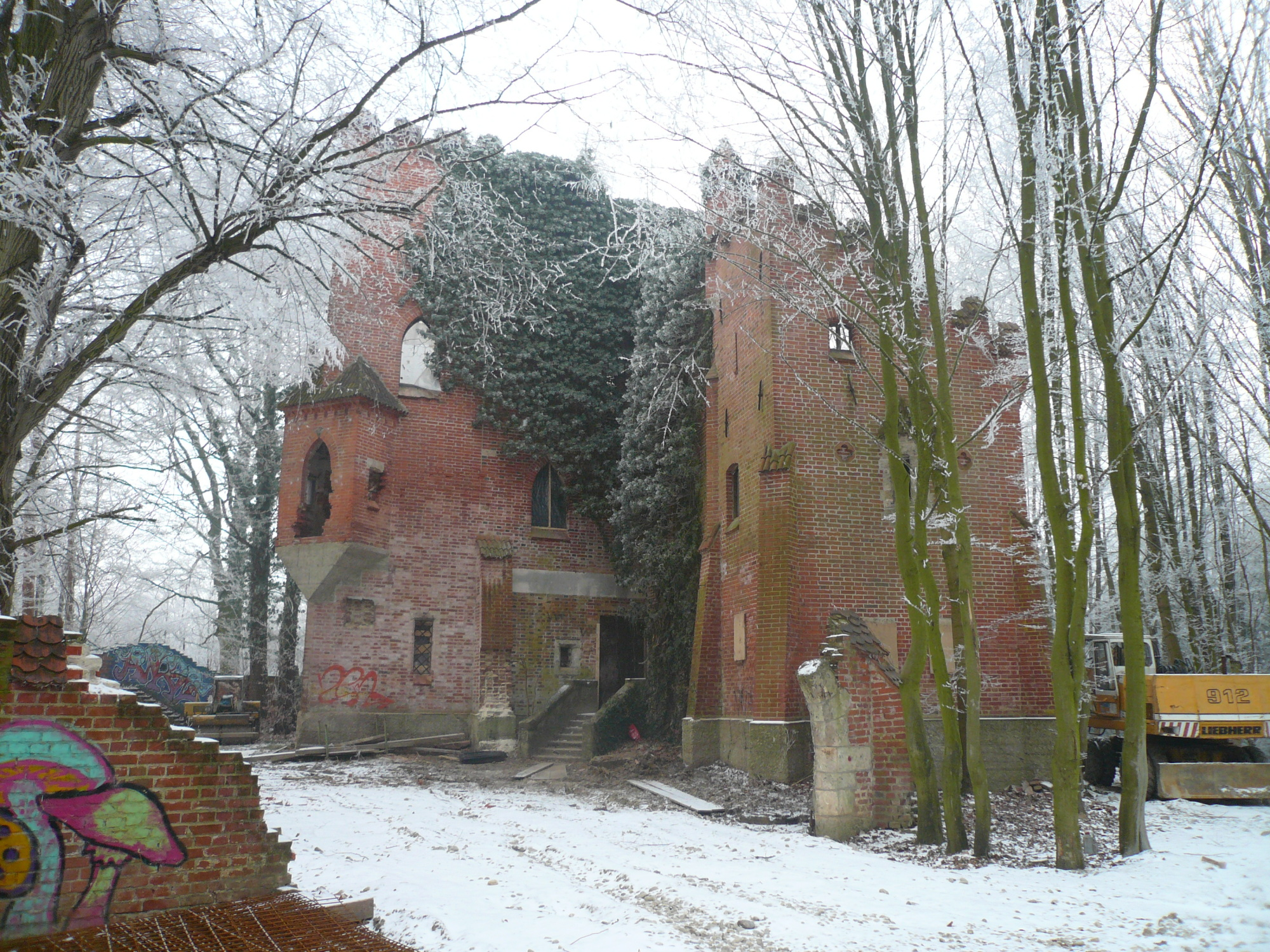
Zustand der Unterholznerburg im Dezember 2007, unmittelbar vor Beginn der Restaurierung

Als Unterholznerburg wird die Ruine der ehemaligen Villa des Ziegeleibesitzers August Unterholzner in Eisenfelden, Gemeinde Winhöring, im Landkreis Altötting in Bayern bezeichnet. Die Unterholznerburg wird oft mit dem nahegelegenen, aber noch erhaltenen Schloss Burgfried mit Schlosskapelle verwechselt.

## Lage
Das Gebäude wurde auf dem so genannten „Kaiserberg“ in Eisenfelden (Reischach) errichtet. Auf diesem Berg stand ehemals im Jahre 1797 der „Burgstall Kaiserberg“ mit den mächtigen Wall-Graben-Anlagen von Vor- und Hauptburg.

## Geschichte
Wahrscheinlich geht der Burgstall auf eine Fliehburg des frühen 10. Jahrhunderts zurück. Eine mittelalterliche Nutzung als Burg kann nicht nachgewiesen werden, obwohl Philipp Apian um 1554 Ruinen auf dem Keysersberg beschrieb.
1897 ließ sich der Neuöttinger Ziegelfabrikant August Unterholzner von dem Münchner Architekten Julius Beeckmann ein romantisches Schlösschen auf dem Kaiserberg erbauen, das seit dem Brand vom 19. Dezember 1969 zur Ruine verfällt. Seit Oktober 2007 wird die Burg renoviert.

## Anlage
Die damalige Villa war ein Blankziegelbau mit einem großen Burgturm im gotischen Stil; sie wurde umringt von etwa 2,40 Meter hohen Burgmauern, welche mit Zinnen besetzt und von vier Rundtürmen begrenzt waren.
Die Raumaufteilung ist kaum mehr nachvollziehbar, und die oberen Stockwerke sind komplett zerstört. So ist der größte Teil der Ruine unzugänglich, wie auch die zahlreichen Kellerräume unterhalb der Burg, die verschüttet liegen.